# Segheria alla veneziana
La Segheria alla veneziana è un edificio musealizzato situato a Valli del Pasubio, in provincia di Vicenza, lungo la Via dell'Acqua in contrada Sega. Fa parte della rete territoriale Musei Altovicentino.
Al suo interno è ospitata una macchina segatronchi a forza idraulica alla "veneziana", di proprietà della famiglia Miola dal 1862.

## Sede
La segheria si trova lungo la Via dell’Acqua, un sentiero in cui sono presenti le tracce di insediamenti produttivi che sfruttavano la forza idraulica per azionare macchine diverse, a indicare come un tempo questa zona, ai piedi delle montagne, fosse abitata e sfruttata dall’uomo per la lavorazione delle materie prime.
La segheria si raggiunge dalla strada provinciale SP46, superato il centro di Valli del Pasubio, seguendo l'indicazione La Via dell'Acqua.

## Storia
La segheria detta "alla veneziana" si diffonde ai tempi della Repubblica di Venezia nelle zone ricche di legname, ed è un impianto usato per ricavare le tavole dai tronchi, realizzato su modello di un disegno di Leonardo da Vinci. Le segherie ad acqua erano parte integrante di un sistema tecnico per lo sfruttamento delle risorse di legname per lo sviluppo socio-economico dei territori di montagna. La denominazione "alla veneziana” permetteva di distinguerle da quelle "Angustiane” originarie dell'Europa centrale.
L'impianto, che risale al XVIII secolo, mostra ancora tutte le caratteristiche originarie ed è ancora perfettamente efficiente in ciascuna delle sue parti. È rimasto attivo fino al 1969, quando ormai non era più economicamente vantaggioso il taglio del legname con queste modalità. È l'unica segheria alla veneziana del 1700 rimasta in zona e dal 1932, fino alla chiusura ha ospitato anche una bottega di falegnameria.
Questo sito è stato riconosciuto per il suo valore storico-culturale ed è soggetto alla Soprintendenza archeologia belle arti e paesaggio per le province di Verona, Rovigo e Vicenza e oggi l'impianto viene messo in funzione in occasione delle visite turistiche e didattiche.

## Descrizione

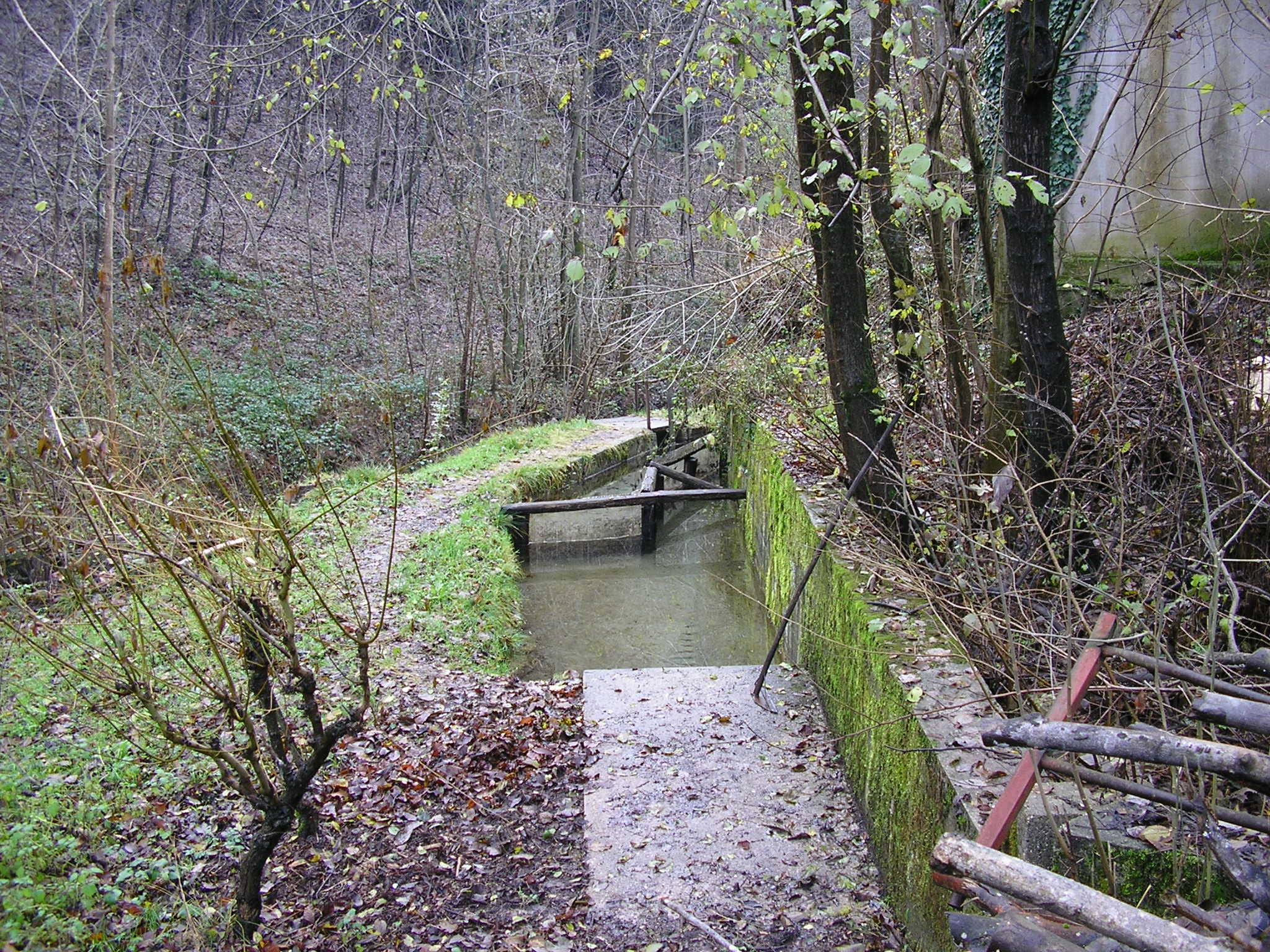
Canalizzazione via dell'acqua

La visita permette di conoscere tutte le parti che compongono il macchinario, di vedere come la grande lama tagli con precisione il tronco per ridurlo in tavole e di visitare il sistema di canali e la roggia per la derivazione dell'acqua.
L'impianto è costituito da una grande ruota idraulica e da una più piccola e veloce che aziona la sega e le opere di canalizzazione per alimentare le ruote idrauliche.
L'opificio e la rogetta sono più antichi. Il funzionamento è idraulico: l'acqua, attraverso un canale, cade sulla ruota, che trasmette la forza alla macchina. Un volano è collegato a una biella in legno che trasforma il moto rotatorio in alternato e così aziona un telaio dove è fissata la lama della sega che fa avanzare il carro su cui è posizionato il tronco tramite una corda che si avvolge su un rullo.
Un laboratorio, posto al quarto piano dell’opificio, custodisce interessanti strumenti da lavoro, utilizzati o fabbricati dai Miola che si sono succeduti nella conduzione della falegnameria.
All'interno dell'edificio sono visibili le varie opere di canalizzazione dell'acqua che servivano per alimentare anche altre ruote idrauliche, i ponticelli e i mulinelli. I resti di un maglio, dove si lavorava il ferro battuto di cui sono visibili i resti della massiccia ruota in rovina, delle canalizzazioni, del canale di alimentazione. Accanto troviamo l'antico lavatoio e il forno per il pane. Nei dintorni sono presenti alcune contrade, in parte abbandonate e ormai ruderi.